# Fréchet-verdeling
De Fréchet-verdeling is een kansverdeling die toepassing vindt als verdeling van een extreme waarde, zoals het maximum in een steekproef.
De verdeling is genoemd naar de Franse wiskundige Maurice Fréchet die een aanverwant artikel schreef in 1927, terwijl verder werk gedaan werd door Fisher en Tippett in 1928 en Gumbel in 1958.

## Definitie
De standaardvorm van de Fréchet-verdeling is een kansverdeling met verdelingsfunctie gedefinieerd voor {\displaystyle x>0} door:
{\displaystyle F(x;\alpha )=e^{-x^{-\alpha }}},
waarin {\displaystyle \alpha >0} een vormparameter is.
Door hernormering ontstaat de Fréchet-verdeling met plaatsparameter {\displaystyle \mu } en schaalparameter {\displaystyle \beta >0}, waarvan de verdelingsfunctie voor {\displaystyle x>\mu } wordt gegeven door:
{\displaystyle F(x;\alpha ,\mu ,\beta )=e^{-\left({\frac {x-\mu }{\beta }}\right)^{-\alpha }}}

## Samenhang met andere verdelingen
Als de stochastische variabele {\displaystyle X} Frechet-verdeeld is met parameter {\displaystyle \alpha }, is {\displaystyle \ln X} Gumbel-verdeeld met parameters {\displaystyle \mu =0} en {\displaystyle \beta =1/\alpha }.
Volgens de stelling van Fisher-Tippet kan een gestandaardiseerde, niet-gedegenereerde extremewaardeverdeling maar tegen een van de drie algemene extremewaardeverdelingen convergeren, waarvan de Fréchet-verdeling er een is.